# 1907 en littérature
| Années de la littérature : 1904 - 1905 - 1906 - 1907 - 1908 - 1909 - 1910    |
| Décennies de la littérature : 1870 - 1880 - 1890 - 1900 - 1910 - 1920 - 1930 |

Cet article présente les faits marquants de l'année 1907 en littérature.

## Évènements
- Novembre : fin du Groupe de l'Abbaye.

## Presse
- 27 avril : Colette remet à la rédaction de La Vie parisienne, dont le directeur est Charles Saglio, sa première nouvelle, Toby-Chien parle, qui sera reprise par la suite dans le volume Les Vrilles de la vigne.
- 7 septembre : Apparition de Rouletabille de Gaston Leroux dans L'Illustration.
- Publication du premier chapitre (sur 50) de la série Les Pardaillan par Michel Zévaco dans Le Matin.

## Parutions

### Essais
- Henri Bergson (philosophe, 1859-1941) :  L’Évolution créatrice (mai)
- Léon Blum (socialiste, 1872-1950) : Du mariage
- Pierre de Ségur, Le Royaume de la rue Saint-Honoré. Madame Geoffrin et sa fille

### Poésie
- Paul Claudel (1868-1955) : Art poétique (juin)
- James Joyce (irlandais, 1882-1941) : Musique de chambre.
- Anna de Noailles (1876-1933) : Éblouissements (27 avril).
- Saint-Pol-Roux (1861-1940) : Les Reposoirs de la procession (1893-1907).

### Romans

#### Auteurs francophones
- Guillaume Apollinaire (1880-1918), Les Onze Mille Verges. Récit pornographique.
- Octave Mirbeau (1848-1917), La 628-E8.
- Victor Segalen (1878-1919), Les Immémoriaux (octobre)

#### Auteurs traduits
- Maxime Gorki (russe, 1868-1936) : La Mère.
- Jack London (américain, 1876-1916) : Croc-Blanc.

### Théâtre
- 3 janvier : Au Moulin-Rouge, Colette fait scandale dans un rôle très dévêtu de Rêve d’Égypte.
- 14 février : Sarah Bernhardt est la première femme professeur d’art dramatique.
- 2 mars : La Puce à l’oreille, pièce de Feydeau.

## Récompenses et prix littéraires
- Prix internationaux :
  - Prix Nobel de littérature : Rudyard Kipling, écrivain britannique.
- France :
  - Prix Femina : Princesses de science de Colette Yver.
  - Prix Goncourt : Terres lorraines d'Émile Moselly.
  - Prix Archon-Despérouses : L'Instant éternel d'Hélène Picard.

## Principales naissances
- 6 mai : Yasushi Inoue, écrivain japonais († 29 janvier 1991).
- 13 mai : Daphne du Maurier, romancière, nouvelliste et dramaturge britannique († 19 avril 1989).
- 14 juin : René Char, poète français († 19 février 1988).
- 1er juillet : Varlam Chalamov, écrivain russe († 17 janvier 1982).
- 7 juillet : Robert A. Heinlein, écrivain américain († 8 mai 1988).
- 23 septembre : Dominique Aury, alias Pauline Réage, écrivaine, traductrice et jury de prix littéraire française († 27 avril 1998).
- 11 novembre : Raymond Abellio, écrivain français († 26 août 1986).
- 27 novembre : Lyon Sprague de Camp, écrivain américain de science-fiction et de fantasy († 6 novembre 2000).

## Principaux décès
- 6 mai : Eugène Le Roy, écrivain français (° 29 novembre 1836).
- 12 mai : Joris-Karl Huysmans, écrivain et critique d'art français (° 5 février 1848).
- 17 juillet : Hector Malot, romancier français (° 20 mai 1830).
- 6 septembre : Sully Prudhomme, poète parnassien (° 16 mars 1839).
- 1er novembre : Alfred Jarry, poète, romancier et dramaturge français (° 8 septembre 1873).